# Amir Kazić Leo
Amir Kazić Leo (Tomina, 17. listopada 1965.) jest bosanskohercegovački i hrvatski pop pjevač.

## Životopis
Osnovnu školu započeo je u Ćaplju, a nastavio i završio u Sanskome mostu gdje se i školovao na srednjoškolskoj razini.
U mladosti je bio članom kulturno-umjetničkoga društva Grmeč gdje je sudjelovao u folklornoj sekciji, zborskome pjevanju i u tamburaškom sastavu. Početkom srednje škole formirao je prvi bend Elektronci koji kasnije mijenja ime u Jerry te nastupa za cijeloga srednjoškolskog obrazovanja. Iz Sanskog mosta odlazi 1987. godine u Istru gdje i trenutačno živi u Brtonigli.
Godine 1988. upoznao je Marina Grgantova te s njim započeo glazbenu suradnju. Prvi LP objavio je 1989. godine, a krajem 1995. s Đorđom Novkovićem potpisao suradnju. Na Festivalu Dora 1996. s novim umjetničkim imenom Leo izveo je pjesmu Postojiš samo ti privukavši pozornost. Iste je godine na Osfestu osvojio 3. nagradu publike pjesmom Hrvatski stari svatovi. Ponovno je na Dori izveo pjesmu Moje nebo i zauzeo 6. mjesto 1997. godine. Iste godine na Osfestu je osvojio nagradu za najbolju interpretaciju i 2. nagradu stručnog žirija.
Godine 1998. nastupao je na koncertima diljem Europe. Iste godine bio je dobitnikom nekoliko prestižnih nagrada u BiH; 1999. objavljuje novi album, a nakon toga i duet sa Severinom Vučković Kreni, ujedno i naziv toga novoga albuma.
Izvodio je koncerte po Europi, a nakon završetka Skandinavske turneje otišao je na prvu turu Australijom 2001. i na još jednu 2003. godine te 2005. u Ameriku. Sveukupno je triput imao turneje Australijom i Amerikom.
Pjesme je pisao za mnoge druge autora kao što su Zlatko Pejaković, Neda Ukraden, Lepa Brena, Maja Šuput, Martin Vučić i ini. Najnagrađivaniji je izvođač prostorā bivše Jugoslavije posljednjih dvadesetak godina.
Član je Hrvatske glazbene unije i Hrvatskog društva skladatelja. Obnaša i dužnost potpredsjednika Humanih Zvijezda Hrvatske.

## Diskografija

### Albumi
Objavio je sljedeće albume:
- Jelena, Diskos (1989.)
- Leo, Croatia Records, Euterpa (1996.)
- Ljubav života, Nimfa sound, BiH (1998.)
- Kreni, Nimfa sound (1999.)
- Ljubav života, City Records (2000.)
- Samo svoj, Croatia Records (2002.)
- Sjećanja, kompilacija dvaju CD-a, City Records (2004.)
- Prokleta ljubav, Hayat Production (BiH), Hit Records (HR), City Records (SiCG) (2005.)
- Krevet od ruža, Hayat Production (BiH), Hit Records (HR), S Music (SRB), Goraton (CG) (2007.)
- Bolji nego ja, Hayat Production(BiH), Hit Records (HR) (2010.)
- U dobrim rukama, Hit records (HR), City records (SRB) (2018.)

### Singlovi
Ovdje je popis objavljenih singlova:
- Martina, 1991.
- Amir, 1995.
- Hrvatski stari svatovi, 1996.
- Ljubi, Ljubice, 2002.
- Kreni, 2002., duet sa Severinom
- To vodu ne pije, 2005., duet sa Selmom Bajrami
- Ne smijem te voljeti, 2011. sa Dolores Lambaša
- U dobrim rukama, 2016.

## Festivali
Sudjelovao je na Dori triput: 1996., 1997. i 2009. te na drugim festivalima i manifestacijama.
- Dora 1996.
- Dora 1997.
- Splitski festival 2000.
- Hrvatski radijski festival 2004.
- Hrvatski radijski festival 2005.
- Dora 2009. s grupom ARIA

## Nagrade
- OsijekFest Festival: Treća nagrada publike, 1996.
- OsijekFest Festival: Druga nagrada publike i nagada za najbolju interpretaciju, 1997.
- Naj debitant, Melodije hrvatskog Jadrana, 1997.
- Pjevač godine, Večernje Novosti, 1997.
- Internacionalna nagrada Zlatna ruža mira za najbolji audio materijal, 1998.
- Bihaćki festival, 1998.
  - Nagrada za najnagrađenijeg pjevača (prva nagrada publike)
  - Prva nagrada žirija
  - Najbolji scenski nastup

- Glazbena ličnost godine, Večernje Novosti, 1998.
- Prva nagrada publike i žirija za pjesmu i najbolju interpretaciju, In. festival FORTE 2000, 2000.
- Pop pjevač godine, Večernje novosti, 2000.
- Prva nagrada, najbolja pjesma , Internacionalni Festival Podgorica, 2001.
- Zlatni CD, Nimfa Sound za zlatnu tiražu albuma Ljubav života, 2001.
- Glazbena ličnost godine, Jutarnje Novine, BiH, 2001.
- Najpopularniji pop pjevač, RTV 101, Sanski Most, 2001.
- Najbolji pjevač godine, Oskar Popularnosti, Beograd, TV Pink, 2003.
- Zlatni Mikrofon za pop pjevača godine, Banja Luka, 2003.
- Najbolji muški vokal, Internacionalni Festival Zrenjanin, 2003.
- Festival radijskih stanica BiH, Sanski Most, 2003.
  - Pjesma Fatma, hit mjeseca listopada 2002. (Radio Valovi Sane)
  - Pjesma Fatma, hit godine (sve radio stanice BiH)
  - Pop pjevač godine odlukom urednika svih radio stanica BiH

- Oskar popularnosti za najboljeg bh pop pjevača godine, Oskar popularnosti, Banja Luka, 2005.
- Prvi radijski festival BiH, Sarajevo, 2005.
  - Prva nagrada radio slušatelja za pjesmu To vodu ne pije, duet sa Selmom Bajrami
  - Prva nagrada glazbenih radio urednika BiH

- Nagrada Davorin za muški vokal godine, 2006.